# ナローモデル社
ナローモデル社は、かつて神奈川県茅ヶ崎市にあった日本の鉄道模型メーカーである。主に1/45スケールの真鍮製鉄道模型を製造、販売していた。

## 概要
Oゲージや16番ゲージの真鍮製鉄道模型の製造・販売をおこなっていた。
主に私鉄の車輌を製品化しており、定評があった。製品は組み立てキットが主体だが、完成品も販売した。
製品は東京駅構内にあったギャレ・ド・パサージュや天賞堂などで販売された。
他社が手がけない形式をOスケール (1/45) で製品化することで定評があった。

## 主な製品
- 京阪60型電車
- 阪神851形電車 - 阪神・淡路大震災の影響で発売が遅れた。
- 阪神71形電車 - 金魚鉢と呼ばれた独特の車体を再現するために近年の精密鉄道模型では稀な一体プレスで成型された。